# Girraween-Nationalpark
Der Girraween-Nationalpark (engl.: Girraween National Park) ist ein Nationalpark im Südosten des australischen Bundesstaates Queensland.

## Lage
Der Nationalpark liegt 150 Kilometer südwestlich von Brisbane und 25 Kilometer südlich von Stanthorpe, und somit direkt an der Grenze zu New South Wales. Südöstlich schließt der dortige Bald-Rock-Nationalpark an.

## Landesnatur und Klima
Das Parkgelände ist Teil des Granitgürtels. Man findet steile Felsen wie The Pyramids oder Castle Rock mit 1.112 Metern Höhe, die die Szenerie beherrschen. Weitere Berge sind The Sphinx, Turtle Rock, Eye of the Needle, South Bald Rock, West Bald Rock und der höchste Berg, Mount Norman mit 1.267 Meter. Dazwischen gibt es klare Bäche, Feuchtgebiete und Wasserfälle.
Im Nationalpark herrscht gemäßigtes Klima. Im Winter kann Schnee fallen.

## Flora und Fauna
Das Gebirge ist mit Eukalyptuswald und Heideland bewachsen, die Lebensraum für eine reichhaltige Vogelwelt bieten. Im Frühling blühen viele Wildblumen, sodass der Aboriginesname der Gegend übersetzt Platz der Blumen bedeutet. Nur in dieser Gegend wächst der „Wallangarra Whitegum“ (Eucalyptus scoparia).
Der Park besitzt eine reichhaltige Tierwelt. Auch solch in Queensland seltene Tiere, wie der Wombat, der Riesenbeutelmarder, der Leierschwanz und der Schönsittich kann man hier sehen.
1992 entdeckten Angestellte des Taronga-Zoos die Schildkrötenart Myuchelys bellii im Girraween-Nationalpark.

## Freizeitaktivitäten
Der Nationalpark eignet sich gut zum Wandern und Bergsteigen, denn es gibt viele Kilometer Wanderwege. Im Süden und Osten des Parks kann man sogar die Feuerschutzwege entlangwandern.